# Břidličná hora

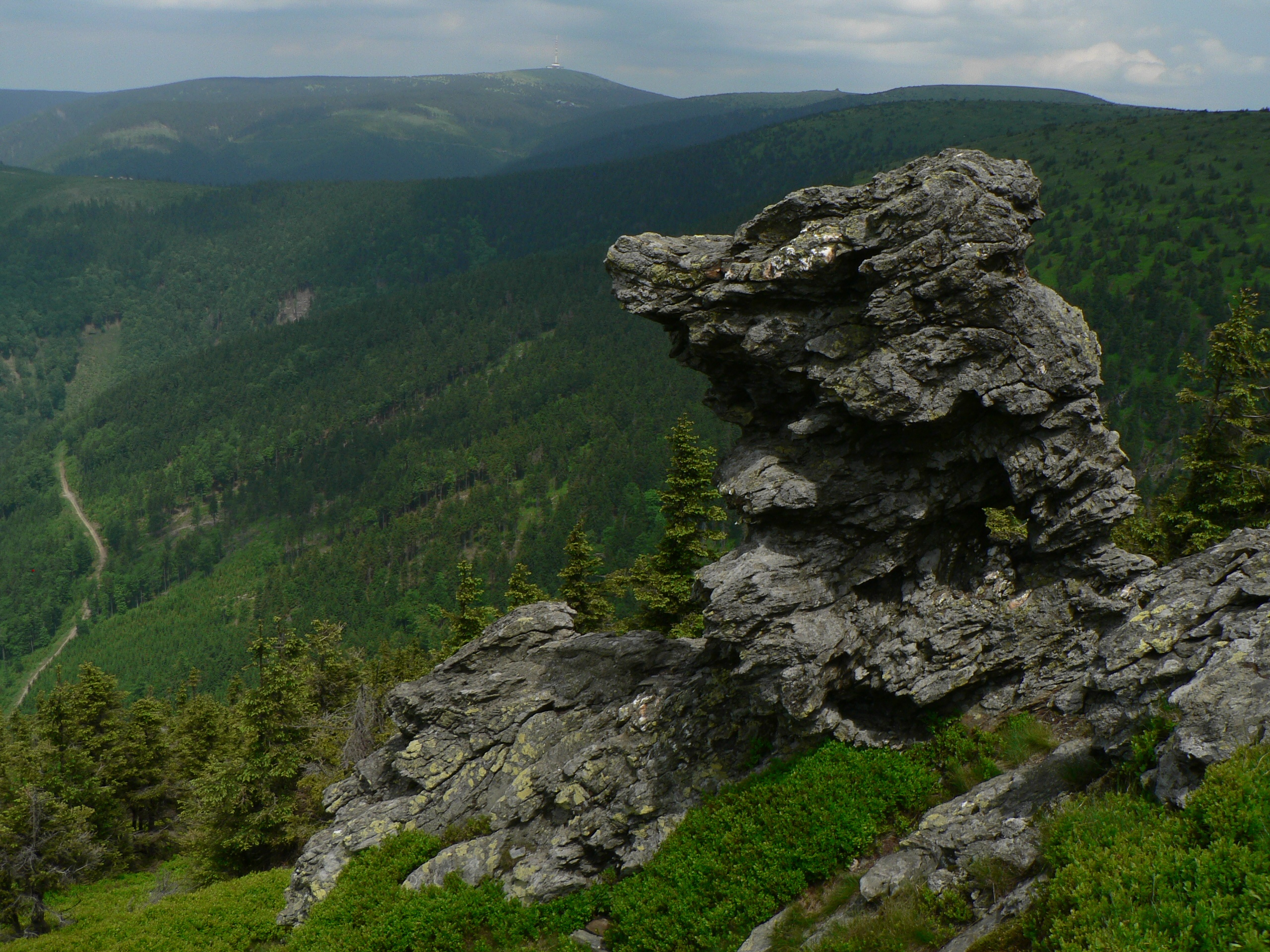
Mrazové sruby pod vrcholem Břidličné hory

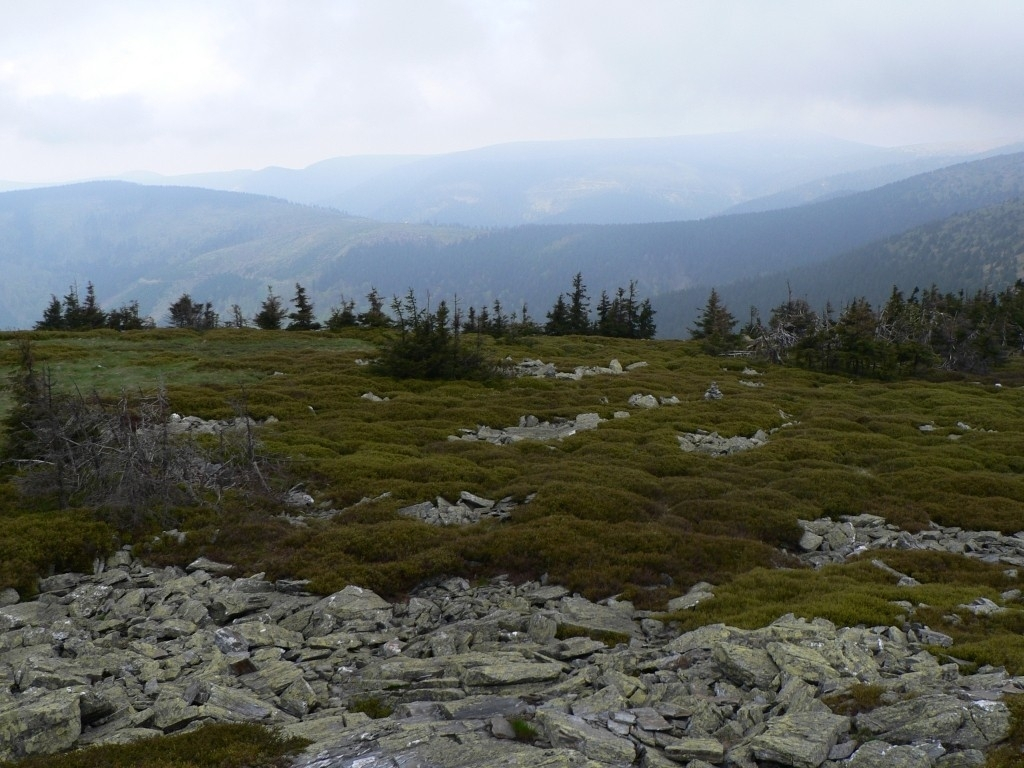
Unikátní polygonální půdy na vrcholu hory

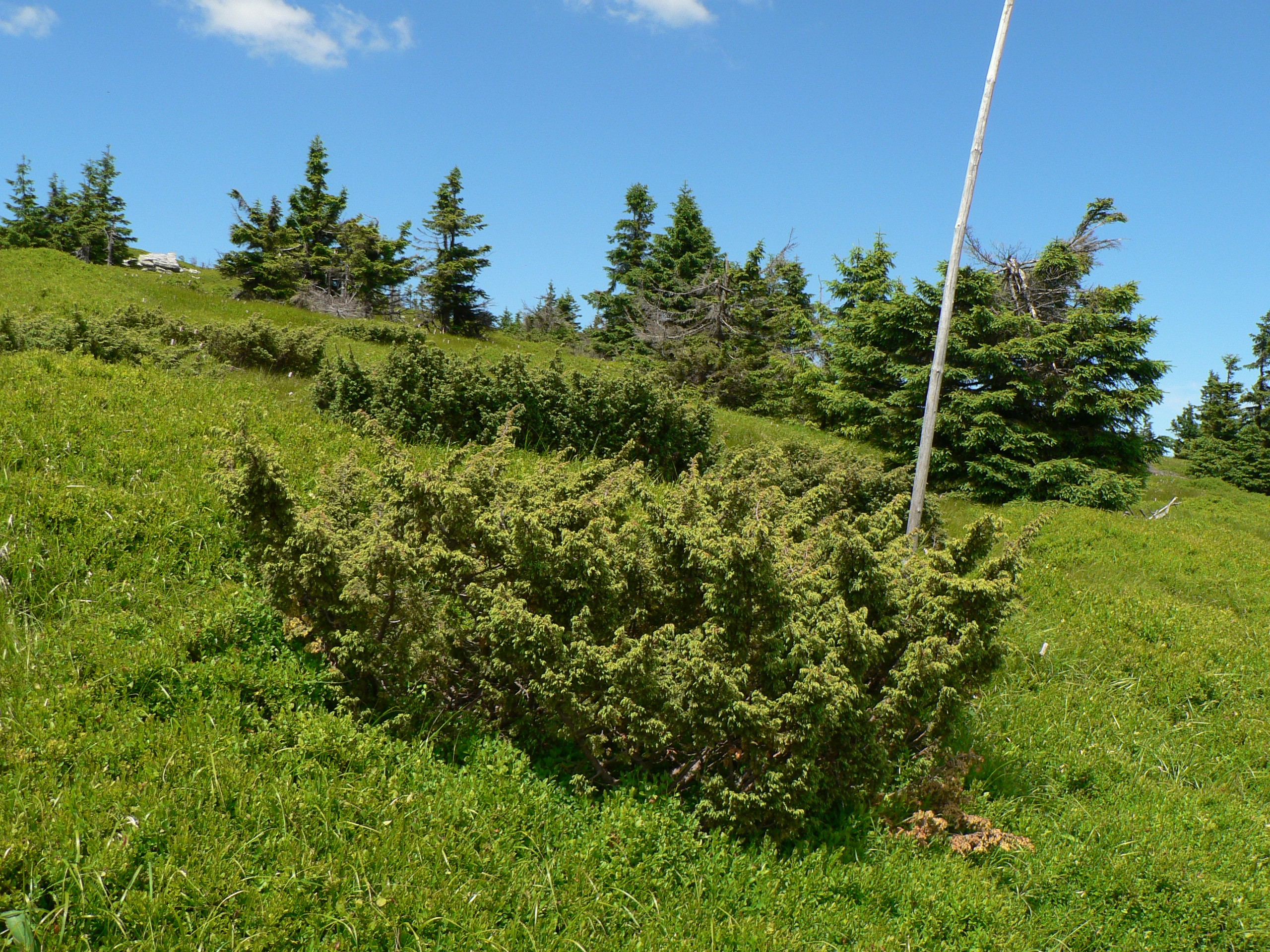
Jalovce obecné na vrcholu Břidličné hory

Břidličná hora (německy Schieferhaide) je 1358 m vysoký vrchol jižní části hlavního hřebene Hrubého Jeseníku mezi Pecny a Jelením hřbetem. Svahy vrcholu pokryté sutí jsou výraznou dominantou při pohledu ze Šumperska. Na vrcholu jsou unikátní geomorfologické útvary − kamenné proudy, kamenná moře, kamenné polygony aj. Svahy přilehlé k Jelenímu hřbetu patří ke čtyřem hlavním lavinovým oblastem v Hrubém Jeseníku. Hora leží na území přírodní rezervace Břidličná, vyhlášené v březnu 2008. Většina hory je pokrytá holí s charakteristickou flórou (unikátní populace jalovce obecného), zajímavé rostliny rostou také ve vrcholové suti (vranec jedlový, šicha oboupohlavná). Na holích a sutích hnízdí několik zajímavých druhů ptáků (linduška horská).

## Název
Až do 50. let 20. století nesla hora název Břidličná.

## Geologie
Vrchol Břidličné hory je unikátní nahromaděním téměř kompletního souboru periglaciálních útvarů na jednom místě. Najdeme zde rozsáhlé kamenné proudy a kamenná moře, mrazové sruby a srázy, kryoplanační terasy a polygonální půdy. Všechny zmíněné jevy vznikly působením periglaciálních procesů v pleistocénu, tedy v dobách ledových. Většina útvarů vznikla na západních a severozápadních svazích hory rozpadem skalních výchozů, zachovalo se zde také několik izolovaných skalních stupňů (torů). Hlavní horninou všech těchto útvarů je kvarcit (křemenec), v podkladu se vyskytují také ruly, fylity, svory, zelené břidlice a grafitické břidlice. Kamenná moře a kamenné proudy se pohybují každoročně o 1-4 mm, maximální naměřená rychlost byla 15 cm za rok. Kamenná moře a kamenné proudy na vrcholu hory patří k nejcennějším v České republice.

## Flóra
Na svazích hory jsou zachovány přirozené vegetační stupně od horských bučin přes přirozené horské smrčiny po subalpínské louky. Bučiny v údolí Merty na úbočích hory patří k nejdochovanějším na území CHKO Jeseníky. Vrchol hory je pokrytý subalpínskými trávníky s trsnatými trávami (smilka tuhá, kostřava nízká, metlice trsnatá, místy tomka vonná a metlička křivolaká), mezi kterými jen místy vykvétají rdesno hadí kořen, mochna nátržník, koprníček nachový a další. Unikátním druhem je jalovec obecný nízký, který zde tvoří největší populaci na území České republiky.
Na okrajích sutí se vyvinula keříčkovitá společenstva s borůvkou černou, brusinkou obecnou a šichou oboupohlavnou. Na skalách a sutích se nejlépe daří lišejníkům a mechorostům, včetně řady vzácných druhů. Plochu východně od turistické značky pokrývá souvislý porost nepůvodní borovice kleče.

## Fauna
Nejnápadnějšími zástupci živočichů ve vrcholové oblasti Břidličné hory jsou motýli a ptáci. V roce 2006 zde bylo zaznamenáno celkem 187 druhů motýlů. Typickým druhem holí nad hranicí lesa je okáč horský (Erebia epiphron), z dalších nápadných motýlů zde létají bělásek řeřichový, batolec duhový, babočka bodláková, babočka admirál, babočka paví oko, babočka kopřivová a další.
Při průzkumu v roce 2006 bylo v oblasti Břidličné hory zaznamenáno 53 druhů ptáků, k nejvzácnějším patří linduška horská a sokol stěhovavý, dalšími zajímavými druhy jsou křivka obecná, čečetka tmavá, ořešník kropenatý, krkavec velký, kos horský a další.
V oblasti vrcholu je možné pozorovat také několik druhů velkých savců, mimo jiné lišku obecnou, jelena evropského, nepůvodního kamzíka horského, vzácně také rysa ostrovida.

## Ochrana přírody
V březnu 2008 se stala hora součástí nově vyhlášené přírodní rezervace Břidličná. Důvodem vyhlášení je ochrana výjimečných skalních a zemních tvarů, zachovaných lesních a subalpínských společenstev a řady vzácných a chráněných rostlin a živočichů.

## Turistika
Po temeni hory vede červená turistická značka, hlavní hřebenová trasa ze sedla Skřítek na Jelení studánku. Trasa se vyhýbá vrcholu, který je z důvodu ochrany přírody turisticky nepřístupný. Po severních úbočích hory vede žlutá turistická značka spojující Jelení studánku s Vernířovicemi.

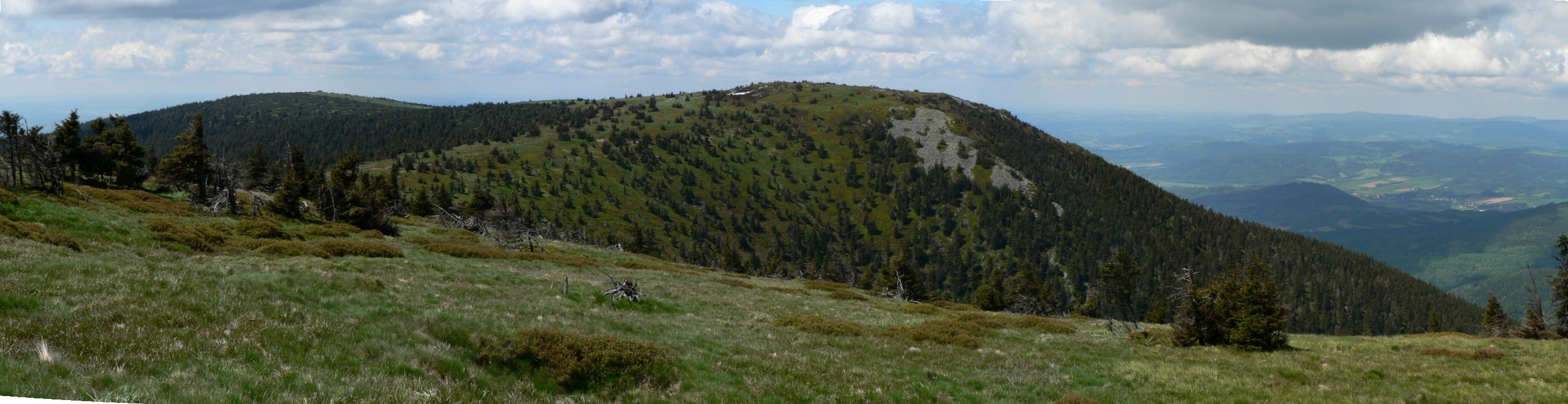
Pohled na Břidličnou horu od severu z Jeleního hřbetu, v pozadí vlevo Pecny